# Liste der Biografien/Sild
Liste der Biografien |
Portal Biografien |
Personensuche
# |
A |
B |
C |
D |
E |
F |
G |
H |
I |
J |
K |
L |
M |
N |
O |
P |
Q |
R |
S |
T |
U |
V |
W |
X |
Y |
Z |
?
 
Sa |
Sb |
Sc |
Sd |
Se |
Sf |
Sg |
Sh |
Si |
Sj |
Sk |
Sl |
Sm |
Sn |
So |
Sp |
Sq |
Sr |
Ss |
St |
Su |
Sv |
Sw |
Sy |
Sz
 
Sia |
Sib |
Sic |
Sid |
Sie |
Sif |
Sig |
Sih |
Sii |
Sij |
Sik |
Sil |
Sim |
Sin |
Sio |
Sip |
Siq |
Sir |
Sis |
Sit |
Siu |
Siv |
Siw |
Six |
Siy |
Siz
 
Vorlage:Liste der Biografien/Sil
Die Liste der Biografien führt alle Personen auf, die in der deutschsprachigen Wikipedia einen Artikel haben. Dieses ist eine Teilliste mit 10 Einträgen von Personen, deren Namen mit den Buchstaben „Sild“ beginnt.

## Sild
- Sild, Ivar (* 1977), estnischer Dichter
- Sild, Sixten (* 1964), estnischer Orientierungsläufer

### Silda
- Sildaru, Henry (* 2006), estnischer Freestyle-Skisportler
- Sildaru, Kelly (* 2002), estnische Freestyle-Skisportlerin

### Sildi
- Sildillia, Kiliann (* 2002), französischer Fußballspieler

### Sildm
- Sildmäe, Toomas (* 1959), estnischer Unternehmer und Politiker, Minister

### Sildn
- Sildnik, Jakob (1883–1973), estnischer Fotograf, Kameramann und Filmpionier in Estland

### Sildr
- Sildre, Joonas (* 1980), estnischer Karikaturist, Illustrator und Schriftsteller
- Sildre, Olle (* 1973), estnischer Eishockeyspieler
- Sildre, Pelle (* 1976), estnischer Eishockeyspieler